# Michael Pleesz
Michael Pleesz (* 1964 in Wien) ist ein österreichischer Grafik-Designer und Buchillustrator.

## Leben
Pleesz ist im deutschsprachigen Raum als Cover-Gestalter tätig. Für Cicero erstellte er ebenso Titelbilder wie für den Spiegel. Seine Darstellungen dienen ebenso als Karikaturen zu Artikeln, so in der FAZ, der FAS und dem Spiegel. Für die deutschsprachige Ausgabe des Playboys illustriert er die monatlichen Streitschriften.

## Werke (Auswahl)
- 1000 Gefahren im Internet, Ravensburger
- Das Labor der 1000 Gefahren, Ravensburger
- Sturzflug der 1000 Gefahren, Ravensburger, ISBN 978-3-473-52417-4
- Das U-Boot der 1000 Gefahren, Ravensburger
- Der LAN-Clan, Band 1. Robospider, Ravensburger
- Der LAN-Clan, Band 2. Hightech-House, Ravensburger

## Ausstellungen (Auswahl)
- Die Kunst des SPIEGEL
  - 05.11.04 – 23.01.05 Deichtorhallen, Hamburg
  - 04.02.05 – 06.03.05 C/O Berlin – The Cultural Forum for Photography
  - 17.03.05 – 17.04.05 Museum Angewandte Kunst, Frankfurt
  - 29.04.05 – 29.05.05 NRW-Forum, Düsseldorf
  - 15.06.05 – 17.07.05 Pinakothek der Moderne, München
  - 27.07.05 – 28.08.05 Museum für angewandte Kunst, Wien
  - 02.09.05 – 20.09.05 Haus der Geschichte Baden-Württemberg, Stuttgart
  - 30.09.05 – 20.11.05 Littmann Kulturprojekte, Basel
  - 07.12.05 – 07.01.06 Museum of American Illustration, New York